# .md
.md è il dominio di primo livello nazionale assegnato alla Moldavia.